# Carle Brenneman
Carle Brenneman (* 23. September 1989) ist eine kanadische Snowboarderin. Sie startet in der Disziplin Snowboardcross.

## Werdegang
Brenneman belegte bei den Snowboard-Juniorenweltmeisterschaften 2008 in Chiesa in Valmalenco den 38. Platz und im folgenden Jahr bei den Snowboard-Juniorenweltmeisterschaften in Nagano den 23. Platz. Ihr Debüt im Snowboard-Weltcup hatte sie im Februar 2009 in Cypress, welches sie aber nicht beendete. Im März 2011 erreichte sie in Arosa mit dem fünften Platz ihre erste Top-Zehn-Platzierung im Weltcup. Bei den Snowboard-Weltmeisterschaften 2013 in Stoneham errang sie den 24. Platz und bei den Snowboard-Weltmeisterschaften 2015 am Kreischberg den 16. Rang. Im Januar 2014 wurde sie bei den Winter-X-Games in Aspen Fünfte. In der Saison 2015/16 kam sie im Weltcup dreimal unter die ersten Zehn und belegte damit den 12. Platz im Snowboardcross-Weltcup. In der folgenden Saison erreichte sie mit zwei Top-Zehn-Platzierungen bei sieben Weltcupteilnahmen den zehnten Rang im Snowboardcross-Weltcup. Zudem gelang ihr beim Weltcup in Veysonnaz zusammen mit Tess Critchlow der dritte Platz im Teamwettbewerb. Beim Saisonhöhepunkt den Snowboard-Weltmeisterschaften 2017 in Sierra Nevada wurde sie Achte. Bei den Olympischen Winterspielen 2018 in Pyeongchang errang sie den 14. Platz und bei den Snowboard-Weltmeisterschaften 2019 in Park City den achten Platz im Einzel und den sechsten Platz im Teamwettbewerb.
Brenneman nimmt seit 2008 ebenfalls an Wettbewerben des Nor Am Cups teil. Dabei errang sie bisher 13 Podestplatzierungen, darunter drei Siege. Ihr bestes Gesamtergebnis dabei war in der Saison 2010/11 der fünfte Platz (Stand: 1. Januar 2020).

## Teilnahmen an Weltmeisterschaften und Olympischen Winterspielen

### Olympische Winterspiele
- 2018 Pyeongchang: 14. Platz Snowboardcross

### Snowboard-Weltmeisterschaften
- 2013 Stoneham: 24. Platz Snowboardcross
- 2015 Kreischberg: 16. Platz Snowboardcross
- 2017 Sierra Nevada: 8. Platz Snowboardcross
- 2019 Park City: 6. Platz Snowboardcross Team, 8. Platz Snowboardcross

## Snowboardcross-Weltcup-Gesamtplatzierungen
| Saison  | Platz | Punkte |
| ------- | ----- | ------ |
| 2010/11 | 14.   | 1170   |
| 2011/12 | 18.   | 1000   |
| 2012/13 | 22.   | 650    |
| 2013/14 | 20.   | 660    |
| 2014/15 | 17.   | 420    |
| 2015/16 | 12.   | 1720   |
| 2016/17 | 10.   | 1450   |
| 2017/18 | 14.   | 2480   |
| 2018/19 | 21.   | 510    |
| 2019/20 | 21.   | 430    |
| 2020/21 | 23.   | 37     |